# Louis Hébert (imprimeur)
Pour les articles homonymes, voir Louis Hébert (homonymie) et Hébert.
Louis Hébert, né à Alençon, est éditeur-imprimeur français.
Louis Hébert a pratiqué son métier à La Flèche avant de revenir l’exercer dans sa ville natale vers 1625. 
Très versé dans les langues grecque et latine, il a imprimé en 1625 l’Amaltheum poeticum in quo fabularum synopsis et copia vocum propriarum quae in poetis habent obscuritatem, ordine alphabetico explicata continetur, ad usum humanarium literarum de Bachet de Méziriac Sa formation et son enseigne, « sub signo nominis Iesu » [sous le signe du nom de Jésus] l’aident certainement à s’assurer la clientèle des écoles jésuites.
Louis Hébert a été le premier typographe à exercer en Alençon depuis Simon Du Bois, mort vers 1530.